# Jeff Cooper
John Dean „Jeff“ Cooper (* 10. Mai 1920 in Los Angeles; † 25. September 2006 in Paulden, Arizona) war ein US-amerikanischer Schusswaffenexperte. Er gilt als Begründer der modernen Pistolen-Schießtechniken und war einer der führenden internationalen Experten des Gebrauchs und der Geschichte der Handwaffen.

## Geschichte
Jeff Cooper war Marine Lieutenant Colonel, der sowohl im Zweiten Weltkrieg als auch im Korea-Krieg diente. 1956 schied er aus dem Militärdienst aus.
Er erwarb einen Bachelor-Abschluss in Politikwissenschaft an der Stanford University und Mitte der 1960er Jahre einen Master-Abschluss in Geschichte an der University of California, Riverside.
1976 gründete er das American Pistol Institute (API) in Paulden, Arizona, und begann dort, Polizei- und Militärpersonal, aber auch Zivilpersonen, an Schusswaffen aller Art auszubilden, und bot auch für Gruppen und Einzelpersonen Vor-Ort-Ausbildungen auf der ganzen Welt an.
Er verkaufte dieses Unternehmen 1992, lebte aber weiterhin auf der Paulden Ranch. Er wurde bekannt für sein Fürsprechen für Handwaffen großen Kalibers, insbesondere für die Colt M1911 und die .45-ACP-Patrone.
Jeff Cooper erdachte und entwarf die Bren-Ten-Pistole und die 10-mm-Auto-Patrone, basierend auf dem Design der tschechischen Česká zbrojovka ČZ 75, wobei die Patrone deutlich leistungsstärker sowohl als die 9-mm-Parabellum als auch die .45 ACP war.
Sein zweiter großer Beitrag zum Schusswaffendesign war die sogenannte Scout Rifle. Diese Repetiersystem-Karabiner waren typischerweise im Kaliber .30 (7,62 mm), mit einer Waffenlänge unter einem Meter und einem Gewicht von unter 3 Kilogramm, mit offener und optischer Visierung, und ausgestattet mit kombinierten Trage- und Schießriemen, und fähig, manngroße Ziele auf 450 Meter Entfernung mit offener Visierung zu treffen.
Üblicherweise haben diese Gewehre Zielfernrohre mit großem Augenabstand, die weiter vorn montiert sind als bei gewöhnlichen Gewehren, um ein schnelles Nachladen nicht zu behindern. Steyr, Ruger, Savage und einige andere Waffenhersteller bauen inzwischen diese Scout rifles, die ungefähr den Vorgaben Coopers entsprechen, denen allerdings meistens die offene Hilfsvisierung fehlt.
Cooper definierte sein Ziel: „[…] ein Allzweckgewehr ist eine in geeigneter Weise tragbare, individuell benutzte Waffe, die fähig ist, einen einzelnen entscheidenden Schlag auf ein aktives Ziel von bis zu 200 kg Gewicht auszuführen, auf jede Distanz, auf die der Schütze mit der nötigen Präzision einen Schuss auf einen tödlichen Zielbereich abgeben kann.“
Cooper war Mitglied im Vorstand der National Rifle Association.
Cooper starb am 25. September 2006.

## Die moderne Technik
Coopers moderne Technik definiert die pragmatische Benutzung einer Pistole zum persönlichen Schutz. Die Technik betont beidhändiges Schießen unter Benutzung des Weaver stance und ersetzt einhändiges Schießen. Die fünf Elemente der modernen Technik sind:
- Eine großkalibrige Pistole, vorzugsweise eine halbautomatische (.45 ACP)
- Der Weaver stance
- Schnelles Reagieren auf die Situation
- Blitzartiges Aufnehmen der Visierung (the flash sight picture)
- Das saubere Auslösen des Schusses (compressed surprise trigger break)[4]

Cooper favorisierte die Colt M1911 und ihre Varianten. Es gibt mehrere spezifische Ladezustände, in denen solche eine Waffe geführt werden kann. Cooper etablierte die folgende Definition:
- Zustand 4 („Condition Four“): Patronenlager leer, kein Magazin eingeführt, Schlagstück entspannt
- Zustand 3 („Condition Three“): Patronenlager leer, volles Magazin eingeführt, Schlagstück entspannt
- Zustand 2 („Condition Two“): Patrone im Lager, volles Magazin eingeführt, Schlagstück entspannt
- Zustand 1 („Condition One“): Patrone im Lager, volles Magazin eingeführt, Schlagstück gespannt, Sicherung eingelegt
- Zustand 0 („Condition Zero“): Patrone im Lager, volles Magazin eingeführt, Schlagstück gespannt, entsichert

Einige diese Zustände sind sicherer als andere (z. B. sollte eine Single-action-Pistole ohne Fallsicherung niemals in Zustand 2 geführt werden), während andere eine schnellere Schussabgabe ermöglichen (Zustand 1). Um ein konsistentes Training sicherzustellen, geben die meisten Organisationen, die eine 1911-Pistole einsetzen, den Ladezustand vor, in dem die Waffe zu führen ist.

## Gefechtsbereitschaft – der Cooper-Farbcode
Der wichtigste Punkt, einer tödlichen Konfrontation zu begegnen, ist laut Cooper weder die Waffe noch die Kampftechnik, sondern die Gefechtsbereitschaft, wie er in seinem Buch Principles of Personal Defense beschreibt. Cooper präsentierte darüber hinaus eine Adaption des Systems des Marine Corps, um verschiedene Stufen der Wachsamkeit zu beschreiben:
Der Farbcode, wie er originär von Cooper eingeführt wurde, hatte nichts zu tun mit taktischen Situationen oder Alarmstufen, sondern vielmehr mit dem Status der eigenen Aufmerksamkeit. Wie Cooper lehrte, bezieht sich dies auf den Grad der Gefährdung, der man begegnen möchte, um auf die bestehende Situation angemessen zu reagieren. Cooper beanspruchte nicht, dies erfunden zu haben, jedoch war er offenbar der erste, der dies als Hinweis auf eine Denkweise formulierte.
- Weiß – Unaufmerksam und unvorbereitet. Wenn angegriffen im Status Weiß, bleibt als einzige Rettung die Unzulänglichkeit des Angreifers. Konfrontiert mit etwas Unangenehmen, wird die Reaktion vermutlich „Oh Gott, wie kann so etwas mir passieren!“ lauten.
- Gelb – Entspannt alarmiert. Es liegt keine spezifische Bedrohung vor, jedoch besteht die Gedankenhaltung „Heute könnte der Tag sein, an dem ich mich verteidigen muss“. Man ist sich bewusst, dass die Welt ein potentiell unfreundlicher Ort ist, und man ist darauf vorbereitet, sich notfalls zu verteidigen. Man hält Augen und Ohren offen und macht sich klar: „Ich könnte heute schießen müssen.“ Man muss nicht bewaffnet, sein um diesen Zustand anzunehmen, jedoch falls man bewaffnet ist, sollte man in Zustand Gelb sein. Man sollte in Zustand Gelb sein, wann immer man in ungewohnter Umgebung ist oder mit Personen zu tun hat, die man nicht kennt. Man kann für lange Zeitspannen in Gelb sein, so lange man die Möglichkeit hat, sich den Rücken frei zu halten. Man achtet in einer entspannten, aber aufmerksamen Weise auf Informationen aus der Umgebung. Mit Coopers Worten: „Ich könnte schießen müssen.“
- Orange – Spezifisch alarmiert. Etwas ist nicht ganz in Ordnung und erregte Aufmerksamkeit. Man richtet sein Hauptaugenmerk darauf, herauszufinden, ob es eine Bedrohung gibt. Die Denkweise ändert sich in „Ich könnte auf IHN schießen müssen“. In Zustand Orange setzt man einen gedanklichen Auslöser: „Wenn 'x' passiert, muss ich ihn stoppen.“ Die Pistole bleibt üblicherweise hier noch im Holster. Zustand Orange bewirkt eine gewisse Anspannung, kann aber auch für längere Zeit aufrechterhalten werden, falls nötig. Wenn die Bedrohung sich als unbegründet erweist, schaltet man auf Gelb zurück.
- Rot – Zustand Rot ist der Kampf. Der gedankliche Auslöser, der in Orange aufgebaut wurde, wurde überschritten. „Wenn 'x' passiert, schieße ich auf diese Person.“

Das United States Marine Corps benutzt zusätzlich Condition Black für „aktiv im Kampfgeschehen“, jedoch empfand Cooper dies als unnötig, da es nicht eine Denkweise, sondern einen Vorgang beschreibt.
Zusammengefasst hilft der Farbcode, in einem Kampf zu denken. So wie der Grad der Gefährdung ansteigt, so steigt auch die Bereitschaft, Maßnahmen zu ergreifen. Sobald jemals Zustand Rot eintritt, ist die Entscheidung, tödliche Gewalt anzuwenden, bereits gefällt (der „mentale Anstoß“ wurde ausgelöst).

## Schusswaffensicherheit
Cooper prägte die vier Grundregeln der Schusswaffensicherheit:
1. Alle Schusswaffen sind immer geladen. Selbst wenn sie es nicht sind, betrachte sie als wenn sie es sind.
2. Richte niemals die Mündung auf etwas, das Du nicht zerstören möchtest. (Für Fälle, in denen die Waffe ungeladen zu sein scheint, siehe Regel 1.)
3. Halte den Finger abseits des Abzugs, bis die Visierung klar auf das Ziel ausgerichtet ist. Dies ist die goldene Regel. Der Verstoß dagegen ist die Hauptursache für ungewollte Schussabgaben.
4. Identifiziere das Ziel und den Hintergrund. Schieße nicht auf etwas, das Du nicht sicher identifiziert hast.

## The queen of personal weapons
Cooper wurde hauptsächlich bekannt durch seine Arbeit im Bereich Pistolenschießen, jedoch bevorzugte er Gewehre für taktische Einsätze. Er beschrieb die Pistole oft als bequem zu führende Notlösung, bis wieder ein Gewehr zur Verfügung steht. “Personal weapons are what raised mankind out of the mud, and the rifle is the queen of personal weapons.”
In den frühen 1980er Jahren veröffentlichte Cooper einen Artikel, in dem er seine Idealvorstellung eines Allzweckgewehrs beschrieb, welches er Scout Rifle nannte. Gegen Ende 1997 stellte Steyr-Mannlicher ein Gewehr entsprechend diesen Vorgaben her, an dessen Entwicklungsprozess Cooper beteiligt war. Obwohl sie kein überragender finanzieller Erfolg wurden, verkauften sich diese Gewehre recht gut und werden weiterhin hergestellt. Cooper betrachtete das Steyr Scout als perfekt und war stolz auf diese Entwicklung. Gewehrschützen schätzen Coopers Konzept und die fortwährende Weiterentwicklung des Scout Rifle als seinen bedeutendsten und beständigsten Beitrag zur Waffenwelt.

## Weitere Werke
Cooper beansprucht für sich, im Jahr 1962 die Bezeichnung hoplophobia („Hoplophobie“) für eine irrationale Angst vor Waffen geprägt zu haben. Für ihn, der selbst über keine medizinische oder psychologische Ausbildung verfügte, handelte es sich dabei um eine „geistige Verwirrung“ (mental aberration), deren verbreitetste Ausprägung in der Idee bestünde, Waffen besäßen einen eigenen Willen, unabhängig von jenem des Anwenders. Mit „Hoplophoben“ überhaupt zu diskutieren, sei daher unmöglich. Sie verträten keine legitime politische Position, sondern litten eher an einer hysterischen Neurose.
Zusätzlich zu seinen Büchern über Feuerwaffen und Selbstverteidigung schrieb Cooper mehrere Bücher über die Abenteuer seines Lebens, und auch Essays und Kurzgeschichten, wie z. B.:
- Fire Works (1980)
- Another Country: Personal Adventures of the Twentieth Century (1992)
- To Ride, Shoot Straight and Speak the Truth (1998)
- C Stories (2004)

Seine Tochter Lindy Wisdom veröffentlichte 1996 die Biographie Jeff Cooper: the Soul and the Spirit.
Cooper war auch beachtet als einer der weltführenden Autoritäten in der Großwildjagd.
Einige seiner Stellungnahmen aus seinem Newsletter Gunsite Gossip wurden in Waffenzeitschriften als „Cooper's Corner“ abgedruckt und später in The Gargantuan Gunsite Gossip zusammengestellt.
Eine vollständige Bibliographie der Veröffentlichungen Jeff Coopers ist im Jeff Cooper Bibliography Project verfügbar.
Cooper war Gründungspräsident und lebenslanger Ehrenvorsitzender des International Practical Shooting Confederation (IPSC). Allerdings war er kritisch gegenüber der Art und Weise, in der sich IPSC von der ursprünglichen Zielsetzung weg entwickelt zu etwas, das er rooney guns nannte – hochmodifizierte Pistolen, die nur noch für sportliche Wettkampfzwecke, aber nicht mehr für den täglichen Einsatz geeignet waren.
Der auf Jeff Copper zurückgehende Coopertunnel ist bis heute Teil des internationalen IPSC-Regelwerks.